# Iglesia de San Óscar (Kristiansand)
La Iglesia de San Óscar (en noruego: Sankt Ansgar kirke) es un edificio religioso parroquial de la Iglesia católica en Kristiansand, Noruega. La iglesia es el único edificio de la iglesia católica en el condado de Vest-Agder en el sur de ese país europeo. La iglesia fue construida originalmente en 1936 la construcción de la iglesia actual se realizó usando materiales como ladrillos rojos y fue ampliada, después de la restauración total de la primera iglesia, que fue afectada por un incendio en la década de 1980. Además de los servicios de la iglesia en Noruego, tiene una Santa Misa en Inglés cada domingo por la mañana a las 9.30 a. m..
En 1890, la iglesia católica en Kristiansand fue establecida y el sacerdote alemán Wilhelm Hartmann de Münster fue su primer pastor. Justo después de la fundación de la iglesia vinieron las Hermanas de San José a la ciudad y compraron una propiedad junto a la rectoría. Durante casi 100 años, eran un apoyo indispensable para la nueva iglesia. Durante la reconstrucción después del gran incendio de la ciudad en 1892, fueron compradas varios propiedades más, y estableció un hospital católico en la ciudad, el Hospital de San José.
En 1935 se construyó la iglesia y fue consagrada en 1936. La iglesia actual fue construida y ampliado en la misma parcela.